# Авдеевский коксохимический завод
Авде́евский коксохими́ческий заво́д (укр. Авдіївський коксохімічний завод, «АКХЗ») — коксохимическое предприятие в городе Авдеевка Донецкой области Украины; считалось крупнейшим коксохимическим заводом в Европе.
Мощность обогатительной фабрики предприятия составляла[когда?] 6,4 млн т рядового угля. Коксовое производство оснащено установками сухого тушения кокса.
Входит в группу «Метинвест Холдинг».
В мае 2022 года завод был переведён в режим холодной консервации. Впоследствии практически разрушен российскими обстрелами в ходе боёв за Авдеевку. По словам гендиректора «Метинвеста», завод не подлежит восстановлению.

## История

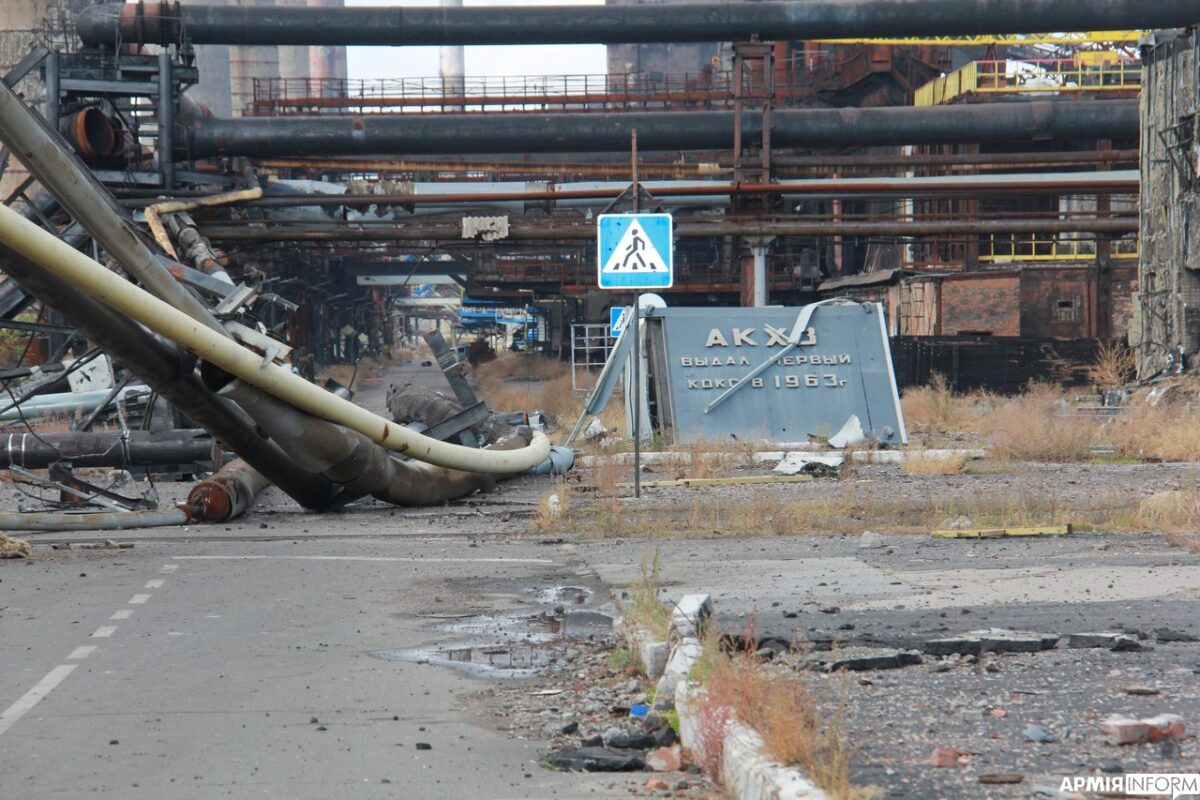
Разрушения на территории завода в октябре 2023 года

В апреле 1960 года постановлением Совета министров Украинской ССР принято решение о начале строительства крупнейшего в стране Авдеевского коксохимического завода по производству кокса для обеспечения потребности Мариупольского металлургического комбината им. Ильича и других металлургических комбинатов Украины. Директором завода был назначен Дмитрий Дмитриевич Воробьёв. 
30 ноября 1963 года в эксплуатацию вступила 1-я коксовая батарея предприятия.
В целом до 1980 года на предприятии было построено 9 коксовых батарей, что позволяет в данный момент удерживать 20 % рынка по валовому производству доменного кокса на Украине.
Авдеевский коксохимический завод подвергается интенсивным обстрелам с июля 2014 года.
В частности, интенсивный артобстрел завода произошёл в мае 2015 года. Погиб один работник железнодорожного цеха. Была сильно повреждена кровля ремонтно-механического цеха.
В 2019 году Авдеевский КХЗ построил азотную станцию для подавления выбросов за 4 млн гривен.
В июне 2020 г. ЧАО «Авдеевский коксохимический завод» направил 280 млн грн на ремонт печей коксовых батарей №5, 6, 7 и 8.
В конце февраля 2022 года была начата холодная консервация, процесс перевода завершился в мае 2022 года.

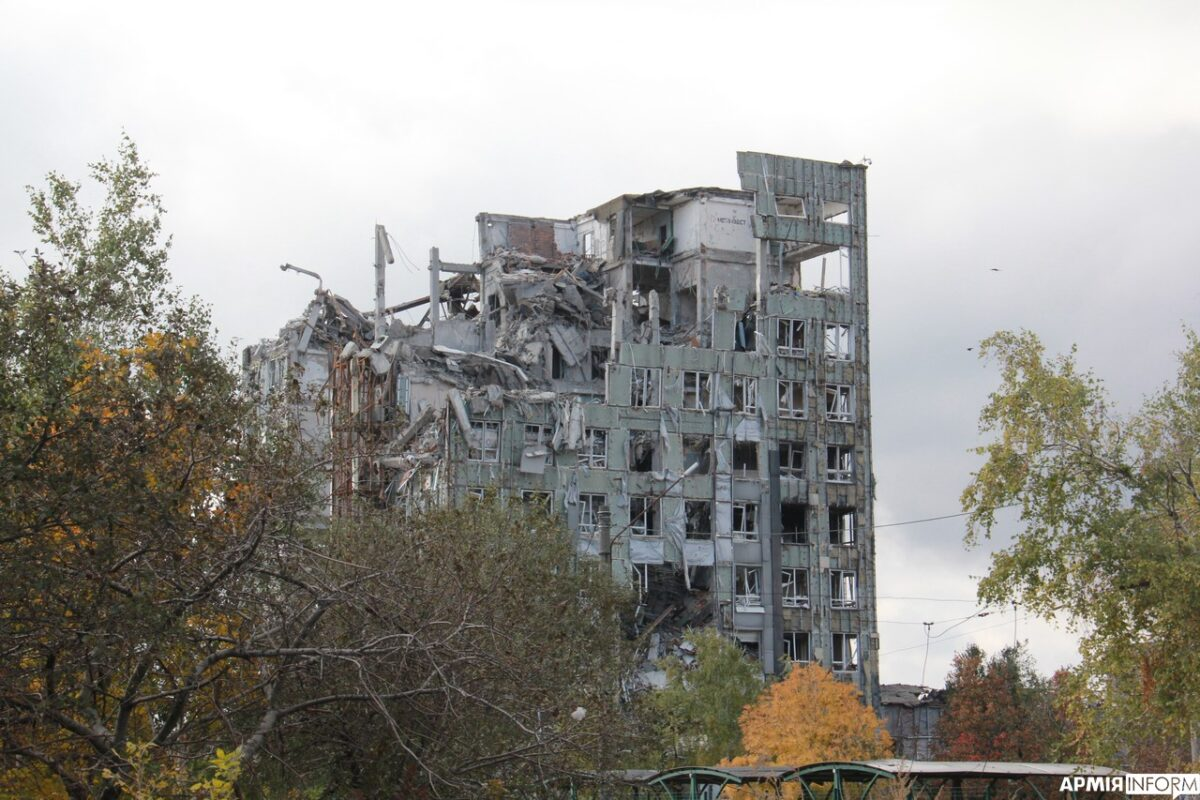
Заводоуправление после российских обстрелов. Октябрь 2023 года

13 марта 2022 года в ходе вторжения России на Украину, по данным офиса украинского генпрокурора, на территорию завода попало 5 снарядов. Пока неясно, есть ли пострадавшие, но некоторые объекты, включая трубопровод, были повреждены, а теплоснабжение Авдеевки было прекращено.
Часть оборудования была перемещена на «КАМЕТ-СТАЛЬ», запуск на новом месте был осуществлён в январе 2023 года.
7 ноября 2023 года последние 16 сотрудников завода, обеспечивавших консервацию, покинули предприятие.

## Продукция
Завод выпускал 30 видов коксовой и химической продукции из каменноугольной смолы и коксового газа.

## Объёмы производства
Кокс валовый:
2012 г.— 4312 тыс. т ;
2013 г. — 3656 тыс. т ;
2014 г. — 2543 тыс. т ;
2015 г. — 2154 тыс. т ;
2016 г. — 2641 тыс. т ;
2017 г. — 2971 тыс. т ;
2018 г. — 3615 тыс. т ;
2019 г. — 3199 тыс. т ;
2020 г. — 2917 тыс. т .

## Руководство
С октября 2019 года предприятием руководит Литовка Виталий Анатольевич.
Прежний руководитель, Магомедов Муса Сергоевич, покинул свой пост в связи с победой в выборах народных депутатов осенью 2019 года.